# Doença de Machado-Joseph
Doença de Machado-Joseph (DMJ), também conhecida por ataxia SCA3, é uma neuropatologia rara, de origem genética,  que se manifesta por uma progressiva ataxia cerebelar traduzida em crescente perda do controle muscular e da coordenação motora nos membros superiores e inferiores, oftalmoplegia, perturbações da visão e dificuldades na fala e no engolir.
A doença é causada por uma expansão anormal de repetições do trinucleótido "CAG" no gene ATXN3, situado na parte longa do cromossomo  14. A anomalia traduz-se na codificação de uma forma anormal da proteína nuclear ataxina, cuja acumulação no núcleo celular induz degenerescência dos neurónios da região do tronco encefálico designada por rombencéfalo.
Como o cromossoma 14 é autossómico e a mutação genética é dominante, a doença é transmitida com igual probabilidade pelos dois progenitores e manifesta-se da mesma forma em ambos os sexos. A doença manifesta-se indiferentemente em indivíduos heterozigóticos e homozigóticos, dependendo a severidade do número de repetições anómalas.
Algumas das manifestações da afecção, entre as quais a descoordenação motora e a rigidez postural, fazem com que a doença de Machado-Joseph seja por vezes confundida com embriaguez ou doença de Parkinson. A doença manifesta-se em geral entre adultos, dos 35 aos 50 anos de idade, surgindo mais tarde ou mais cedo conforme a severidade da mutação.
A prevalência a nível global é estimada entre 0,3 a 2 pessoas acometidas por cada 100 mil adultos, mas na ilha das Flores (Açores) afeta aproximadamente 1 em cada 140 adultos, sendo aí popularmente conhecida por doença do tropeção.

## Etiologia
A doença de Machado–Joseph (DMJ) é um tipo de degeneração espinocerebelar, sendo a causa mais comum de ataxia com origem autossómica dominante. A doença causa oftalmoplegia, dismetria e ataxia sensorial mista e cerebelar, com sintomas que incluem défices de memória, espasticidade, disartria, dificuldades na articulação de sons e na deglutição, fraqueza nos braços e pernas, descoordenação motora, micção frequente e movimentos involuntários dos olhos (nistagmo).
Outras manifestações da doença incluem distúrbios do sono, como o transtorno comportamental do sono REM e síndrome das pernas inquietas. Contudo, o principal sintoma da ataxia é a alteração do equilíbrio e da coordenação motora, de que resulta o paciente ter dificuldades em caminhar e segurar objectos. O quadro é leve no início, agravando-se com o passar do tempo em resultado do carácter degenerativo progressivo da doença. Com a evolução da ataxia, podem ser percebidos sintomas como alterações na fala, dificuldades em engolir, visão dupla e parkinsonismo, que são outros sintomas semelhantes aos do mal de Parkinson.
O aparecimento dos sintomas pode ocorrer desde a adolescência, com intensificação lenta ao longo de anos, levando à paralisia. Apesar da severidade dos sintomas a nível motor, as funções intelectuais permanecem em geral inalteradas.

## Patofisiologia
A doença é causada por uma mutação no gene ATXN3, localizado no cromossoma 14q, que se traduz em repetições longas e irregulares do código "CAG" (normalmente o número de cópias é entre 13 e 41) e na consequente produção de uma proteína mutante designada por ataxina-3. Nas células afectadas, esta proteína acumula-se e forma corpúsculos de inclusão. Postula-se que estes agregados insolúveis interferem com a actividade normal do núcleo celular e induzem a degenerescência e morte da célula.
A DMJ é uma doença autossómica dominante, o que significa que a transferência do gene por qualquer dos progenitores resulta sempre num indivíduo que mais tarde ou mais cedo apresentará sintomas da doença. A DMJ é assim uma doença crónica hereditária dominante, pelo que se um dos progenitores for portador do gene deficiente a probabilidade de transmissão é de 50%.
A ponte (uma estrutura localizada no tronco cerebral) é uma das áreas afectadas pela DMJ. O corpo estriado (a área cerebral ligada ao equilíbrio e à coordenação motora) é também afectada pela doença, o que pode explicar as duas principais afecções motoras causadas pela DMJ: a contracção e torção dos membros e os movimentos abruptos e irregulares.

## Prognose e tratamento
A esperança de vida após o diagnóstico da doença varia em função da idade do paciente e da severidade dos sintomas. Pacientes com formas suaves da doença apresentam esperança de vida normal para o seu grupo etário. Os casos mais severos e mais precoces da doença apresentam forte redução da esperança de vida, que nos casos extremos se reduz aos 35 anos de idade. A causa de morte nos casos de mortalidade precoce é em geral pneumonite por aspiração que degenera em broncopneumonia ou pneumonia.
Uma equipa do ICVS - Instituto de Investigação em Ciências da Vida e Saúde da Universidade do Minho identificou um fármaco, o citalopram, para o tratamento da doença de Machado-Joseph. Os testes em ratinhos confirmaram melhorias significativas na coordenação dos movimentos e no equilíbrio. A próxima etapa é o estudo clínico em humanos, mas para já os resultados são bastante positivos.
A espasticidade pode ser reduzida com recurso a drogas antiespasmódicas, com destaque para o baclofeno. O parkinsonismo pode ser reduzido com recurso a uma terapia com base na  levodopa e os distúrbios visuais  resultantes da diplopia podem ser minorados com o recurso a lentes prismáticas.
O recurso a técnicas de fisioterapia pode ajudar os pacientes, particularmente quando complementado pela prescrição de ajudas técnicas à mobilidade, por forma a aumentar a sua independência. A utilização de técnicas de correcção postural e a prescrição de exercícios destinados a manter a mobilidade articular e melhorar a condição física geral pode melhorar a qualidade de vida dos doentes e contribuir na prevenção de quedas e outros acidentes de origem motora de que resultem ferimentos. A correcta utilização de muletas, andarilhos e cadeiras de rodas pode ser um importante factor na manutenção da autonomia pessoal e na melhoria da qualidade de vida dos doentes. Além da fisioterapia respiratória, que pode contribuir muito para as atividades de vida diária do paciente.
Alguns pacientes apresentam dificuldade em engolir (disfagia) em geral acompanhada  de problemas na articulação da fala (afasia), pelo que o recurso às técnicas da terapia da fala, no Brasil, Fonoaudiologia, pode ser valioso para a manutenção da capacidade de comunicação e de engolir. A disfagia pode ser uma das consequências mais graves da doença, levando nos casos mais graves ao desenvolvimento de pneumonia por aspiração, um das causas mais frequentes de morte prematura.

## Diagnóstico e classificação
A DMJ pode ser diagnosticada pelos respectivos sintomas, em particular quando associada a famílias em que existem antecedentes familiares da afecção. Para o efeito, os clínicos inquerem sobre a existência de casos na família do potencial paciente, sintomatologia que apresentaram, idade de surgimento dos sintomas e sua severidade. Sendo uma doença autossómica, isto é ligada a um cromossoma independente do sexo, é significativa a história familiar de ambos progenitores. Por ser uma doença ligada a um gene dominante, há uma forte probabilidade da doença já se ter manifestado em várias gerações da família.
A diagnose pré-sintomática da DMJ pode ser feita recorrendo a um teste genético que permite a detecção directa da mutação responsável pela doença.
O teste destinado à detecção da mutação causadora da doença está disponível desde 1995 e permite detector o número de repetições do tripleto "CAG" na região do cromossoma 14 que codifica o gene ATXN3.
Considera-se que o teste é positivo, isto é que existe o potencial para o desenvolvimento da DMJ, quando a região contém de 61 a 87 repetições, comparadas com as 12 a 44 repetições presentes em indivíduos saudáveis. Uma limitação do teste é a incerteza gerada quando o número de repetições  de "CAG" no indivíduo testado fica entre o valor considerado normal e o valor conhecido como patogénico, isto é quando o número se situa no intervalo das 45-60 repetições, situação em que não é possível afirmar com certeza se o indivíduo é ou não portador da deficiência genética que pode levar ao aparecimento posterior de DMJ ou de o transmitir aos seus descendentes.
Alguns eticistas têm usado a doença de Machado–Joseph como uma afecção paradigmática para discutir os direitos da comunidade de pacientes sobre o control da sua doença, em particular em matérias como a investigação genética e a realização de testes de despistagem precoce.
Como não existe disponível qualquer terapia capaz de prevenir o aparecimento dos sintomas da doença em indivíduos portadores do gene, é pertinente a discussão ética sobre a pertinência da realização dos testes genéticos em indivíduos assintomáticos. Como benefícios que justificarão a realização do teste aponta-se a redução da ansiedade e incerteza e o aumento da capacidade de planear o futuro. Entre as desvantagens inclui-se a antecipação de resultados negativos e as dificuldades do indivíduo em se adaptar a esse resultado.
Para um estudo de caso, de fundo etnográfico, que explora algumas das consequências sociais e éticas de ser portador da doença de Machado-Joseph, consulte a obra de João Biehl intitulada Vita: Life in a Zone of Social Abandonment
Em função da idade da primeira manifestação dos sintomas e da sua severidade, são reconhecidos cinco subtipos da doença de Machado-Joseph. Os subtipos ilustram a grande diversidade de sintomas que os pacientes apresentam, mas a integração de um indivíduo em qualquer dos tipos apresenta significado clínico limitado.  Os subtipos são os seguintes:
- Tipo I — corresponde à forma mais precoce da doença, com o sintomas a manifestarem-se entre os 10 e os 30 anos de idade. Este subtipo corresponde a cerca de 13% dos indivíduos,[1] apresentando em geral desenvolvimento rápido, acompanhado de severa rigidez muscular e distonia.
- Tipo II — é o subtipo mais comum, correspondente a cerca de 57% dos indivíduos com DMJ.[1] Neste subtipo os sintomas manifestam-se entre os 20 e os 50 anos de idade, caracterizando-se por uma severidade e velocidade de desenvolvimentos intermédias. Os sintomas incluem espasticidade, respostas reflexas exageradas, postura espástica, ataxia [1] e afecção dos circuitos neuronais motores superiores.[1]
- Tipo III — é o subtipo que engloba os casos de DMJ de progressão lenta. Os pacientes incluídos neste grupo em geral desenvolvem os sintomas entre os 40 e os 70 anos de idade e representam cerca de 30% dos doentes com DMJ.[1] os sintomas incluem espasmos musculares, formigamento, cãibras e sensações desagradáveis, como dormência, dor nos pés, mãos e membros. Os pacientes podem desenvolver atrofia dos grupos musculares afectados. Quase todos os pacientes experimentam um declínio na acuidade visual, incluindo visão turva, diplopia, incapacidade de controlar os movimentos dos olhos e perda da capacidade de distinguir as cores. Alguns pacientes também apresentam sintomas parkinsonianos.
- Tipo IV — é caracterizado pela presença de sintomas parkinsonianos que respondem particularmente bem ao tratamento com levodopa.[1]
- Tipo V — apresenta um quadro sintomático muito semelhante à paraplegia espástica hereditária, mas não existem provas concludentes da relação entre este subtipo de DMJ e aquela doença.[1]

## História
A doença foi identificada pela primeira vez em 1972 em indivíduos da comunidade açoriana emigrada na Nova Inglaterra. O nome da patologia, ao contrário do que é habitual, não derivou do nome dos investigadores que a descobriram, mas sim do apelido dos patriarcas das famílias em cujos membros a afecção foi descrita. Estes dois homens, William Machado e Antone Joseph, eram açorianos emigrados em Massachusetts, um grupo étnico no qual a doença apresenta a máxima prevalência, em particular entre a população da Ilha das Flores, na qual cerca de 1 em cada 140 indivíduos é diagnosticado com DMJ.
O ator brasileiro Guilherme Karan foi diagnosticado com a doença de Machado–Joseph, afecção que herdou de sua mãe, de ascendência açoriana. Faleceu em 7 de julho de 2016.